# Клизма
Клизма се нарича процедура, при която се налива течност в дебелото черво през ануса. Тя е била позната още във времето на древна Шумерия, Вавилония, Индия, Гърция, Китай. Индианците и африканците също са я прилагали, използвайки торбичка от животински мехур и кух кокал за накрайник. Предколумбовите южноамериканци са използвали латекс за първите гумени мехове и маркучи за клизма.
Древните египтяни широко са използвали клизмата в медицинската си практика, за което сочат много открити писания по темата. В някои техни диаграми на тялото анусът е свързан към сърцето.
Гърците са писали за прословутата чистоплътност на египтяните, което включвало вътрешно прочистване и обновяване на храносмилателната им система с прилагане на клизма. Херодот (II.77) казва, че са я прилагали 3 дни поред всеки месец или в интервали от по 3 – 4 дни, както казва по-късният историк Диодорус. Египтяните казвали на чужденците, че правят това, защото вярват, че „болестите се пораждат от излишъците в храната“.
В предреволюционна Франция ежедневна клизма след вечеря била общоприета. Тя се смятала не само за евтин и достъпен начин за поддържане на жизнеността и здравето, но и била използвана за добро телосложение.
Клизмата може да се приеме по различни причини -- лечение за облекчаване при запек, с медицинска цел, като част от алтернативна терапия а също и с еротична цел. В редки случаи клизма може да се използва за захранване при хора, които не могат да поемат храна.

## Медицинска употреба
В медицината клизма се използва предимно при:
- Като чревен стимулант. За разлика от лаксативите, които се приемат през устата, чрез клизмата дебелото черво се напълва с вода през ректума. Когато клизмата е завършена, пациентът „стиска“ водата известно време, след което се отпуска, водата излиза (обикновено в тоалетната) а заедно с нея и изпражненията.

- Клизма се използва за облекчение при запек и задръстване на червата, въпреки че в последно време много хора избягват запека с помощта на лаксативи и анални свещички. Недостатък на последните две се счита пристрастяването на червата към тях. Клизмата може да се състои само от вода, което действа предимно механично увличайки навън съдържанието на червата. Във водата може да се сложи сода бикарбонат или мек сапун за стимулиране на чревната дейност. Прилагат се и клизми с минерално масло, които служат за смазване и размекване съдържанието на червата. Проблемът при тях е, че се получава „изпускане“, и пациента известно време не трябва да носи долно бельо.

- Изчистване на дебелото черво преди медицинска или хирургическа процедура, като колоноскопия. Извършва се обикновено с чиста вода или вода с натриев фосфат.

- Въвеждане на вещества в кръвния поток. Това може да се приложи в случаите, когато е нежелателно или невъзможно да се дадат лекарства през устата. Лекарства за рак, артрит или възпалени черва често се въвеждат чрез клизма, за да се избегне преминаването им през храносмилателния тракт и усвояването им в кръвния поток. Клизма може да бъде приложена и при обезводняване, когато пациентът не може да поеме вода през устата.

- Бариева клизма, използвана като контрастен агент при рентгенови снимки на червата. Клизмата може да съдържа бариев сулфат. Понякога този метод е единственият относително безвреден начин да се „видят“ червата.

В България допреди 1945 г. клизмата е била често използвано средство. Докторите са вярвали, че коренът на повечето болести е в червата и са използвали клизма да ги изчистят при множество заболявания – грип, настинка, кожни болести, гангрена, артрит и др. При бременни жени е била използвана клизма да се изчисти съдържанието на червата, за да не се изпразнят самоволно при контракциите. Също така в някои случаи са били прилагани предродилни клизми за предизвикване на контракции. Този метод днес е забравен и заменен с въвеждането на окситоцин в родилката, защото е по-удобно, а и защото много жени смятат клизмата за неприятна. Въпреки това мнозина учени предупреждават, че въвеждането на каквито и да е лекарства в родилката може да увреди фетуса (плода).

## Немедицинска употреба
- Много хора прилагат клизма заради приятните сексуални усещания, които им създава.
- Малки клизми може да се използват преди анален секс, за да избегнат риска от инфекция и замърсяване. Други, които практикуват анален секс, използват клизма, за да увеличат усещането по време на акта.

## Ритуална употреба
Както по-горе споменахме, клизмата широко се е практикувала в цивилизацията на маите и сред други индиански племена; някои от тях я практикуват. Веществата, използвани в клизмата включват алкохол, тютюн, пейот и други психотропни вещества и делирианти. Маите са използвали в техните клизми ферментирала течност наречена балче.

## Хидротерапия на червата
Чревната хидротерапия представлява въвеждане на голямо количество вода, което изчиства червата от край до край. Тя е силно популярна като стандарт за красота и мода в началото на 20 век (виж Джон Келог) и остава популярна като алтернативна терапия за здраве и красота по целия свят. Поддръжниците ѝ вярват, че когато се изпълнява правилно (от квалифициран персонал и със стерилна апаратура) е много ценен помощник за освобождаване на тялото от токсини, детоксикация и възстановяване на оптималната дейност на червата. При неправилно изпъление съществува риск от перфорация на червата.

## Допълнително четиво
- Как се прави клизма

## Използвани материали
- M. R. Strict, Intimate Invasion: The Erotic Ins & Outs of Enema Play, Greenery Press, 2004. ISBN 1-890159-51-4.